# Alistair Harrison

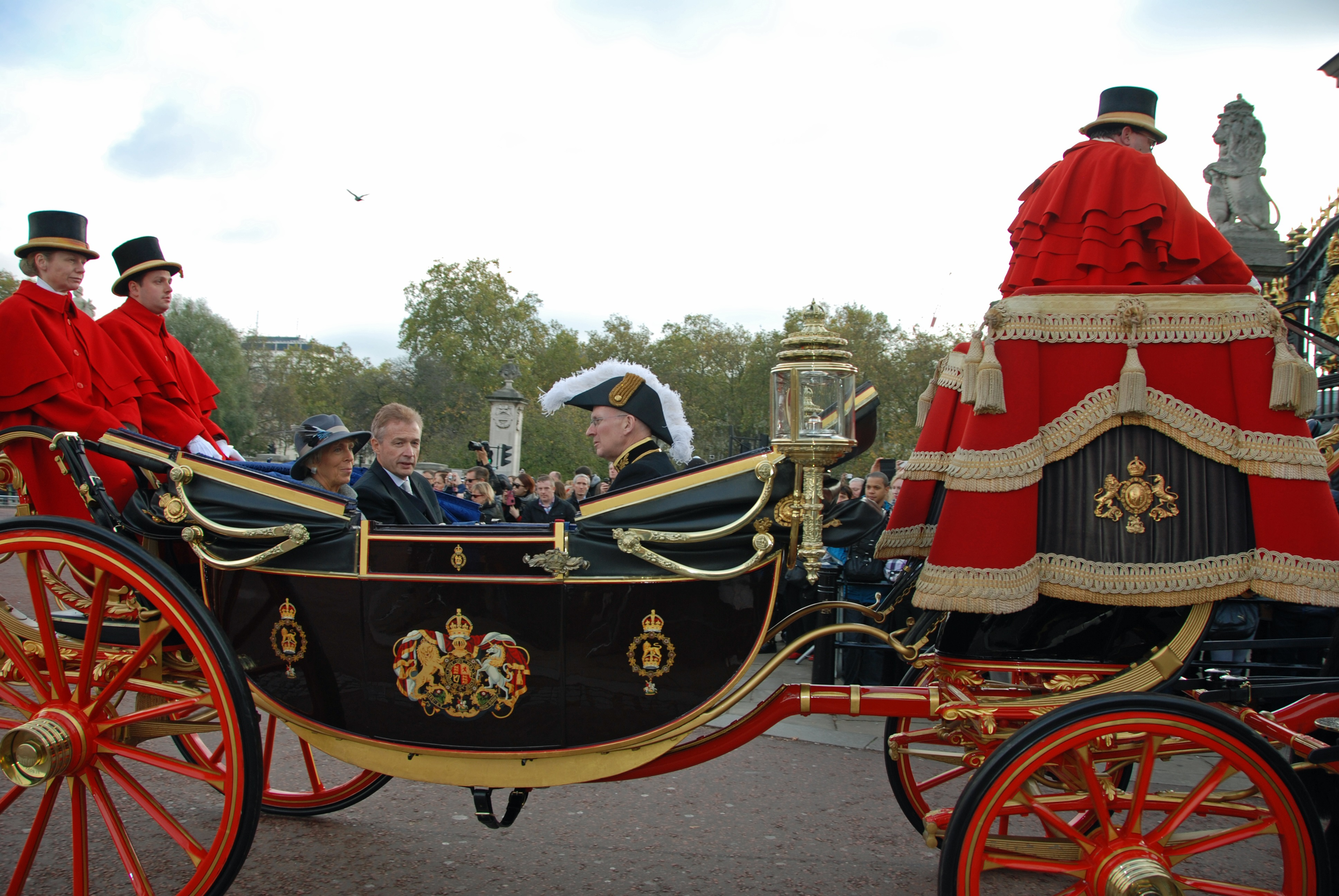
Alistair Harrison

William Alistair Harrison (14 de noviembre de 1954) es un administrador colonial británico que ocupa el cargo de gobernador de Anguila desde abril de 2009. Su nombramiento, por el parlamento junto a la reina Isabel II estuvo marcado por el contexto de crisis económica global. En su discurso de investidura marcó como línea principal de su mandato la recuperación económica de Anguila.

## Condecoraciones
- Junio de 2020: Medalla honorífica Bene Merito, otorgada por el ministro de Relaciones Exteriores de Polonia.[4]